# Edwin Frimpong
Edwin Frimpong, född 10 december 1993 (vissa källor anger födelsedatum som 13 november 1991), är en ghanansk fotbollsspelare som spelar för Liberty Professionals i Ghana Premier League. Han är en defensiv spelare som kan spela vänster- och mittback såväl som defensiv mittfältare.

## Klubbkarriär
Edwin Frimpong lämnade Asokwa Deportivo, ett lag i de lägre serierna, inför säsongen 2011/2012 och skrev på för Liberty Professionals i ghananska högstaligan. Under sina fyra år i klubben levererade han konsekvent fina insatser för klubben och drog till sig intresse från lag högre i tabellen.
Inför säsongen 2016 skrev Frimpong på ett treårskontrakt för Asante Kotoko som i stark konkurrens med ligarivalerna Hearts of Oak slogs om spelarens namnteckning. Hans far Frimpong Manso, en tidigare landslagsspelare för Ghana och nuvarande tränare, är en stor klubbikon efter sina år i klubben under 1990-talet. Edwin Frimpong cementerade till början sin plats i laget och hyllades för sina insatser, men tappade senare sin plats i laget. Klubben och spelaren valde då att bryta kontraktet och han fick då söka sig till en ny klubb. Asante Kotoko vann en FA-cuptitel under Frimpongs tid i klubben, men han lämnades utanför startelvan under finalen.
Mitt under säsongen 2018 återvände spelaren till sin gamla klubb Liberty Professionals, där han skrev på ett tvåårskontrakt som ersättare för William Dankyi som veckan innan lämnat klubben för Hearts of Oak. Edwins nya tränare, Reginald Asante, menade att Frimpongs dåliga spel i Asante Kotoko berodde på att han spelades som vänsterback då han egentligen spelar bäst centralt i försvaret och att det var där som han ämnade att spela Edwin i laget. Frimpong debuterade, från start i 2-1-segern mot Bechem redan den 23 maj. I nästa match gjorde han i den 22 minuten mål från straffpunkten mot sitt forna lag, Asante Kotoko, i en match som slutade 1-1.

### Klubbstatistik
| Klubb                                                 | Säsong            | Inhemsk liga      | Inhemsk liga | Inhemsk liga | Nat. täv. | Nat. täv. | Internat. täv. | Internat. täv. | Totalt | Totalt |
| Klubb                                                 | Säsong            | Serie             | SM           | Mål          | SM        | Mål       | SM             | Mål            | SM     | Mål    |
| ----------------------------------------------------- | ----------------- | ----------------- | ------------ | ------------ | --------- | --------- | -------------- | -------------- | ------ | ------ |
| Liberty Professionals                                 | 2012              | Premier League    | 0            | 0            | 0         | 0         | 0              | 0              | 0      | 0      |
| Liberty Professionals                                 | 2013              | Premier League    | 7            | 0            | 0         | 0         | 0              | 0              | 7      | 0      |
| Liberty Professionals                                 | 2014              | Premier League    | 0            | 0            | 0         | 0         | 0              | 0              | 0      | 0      |
| Liberty Professionals                                 | 2015              | Premier League    | 3            | 0            | 0         | 0         | 0              | 0              | 3      | 0      |
| Liberty Professionals                                 | Totalt i klubblag | Totalt i klubblag | 10           | 0            | 0         | 0         | 0              | 0              | 10     | 0      |
| Asante Kotoko                                         | 2016              | Premier League    | 22           | 1            | 0         | 0         | 0              | 0              | 22     | 1      |
| Asante Kotoko                                         | 2017              | Premier League    | 16           | 0            | 0         | 0         | 0              | 0              | 16     | 0      |
| Asante Kotoko                                         | 2018              | Premier League    | 2            | 0            | 0         | 0         | 0              | 0              | 2      | 0      |
| Asante Kotoko                                         | Totalt i klubblag | Totalt i klubblag | 40           | 1            | 0         | 0         | 0              | 0              | 40     | 1      |
| Liberty Professionals                                 | 2018              | Premier League    | 3            | 1            | 0         | 0         | 0              | 0              | 3      | 1      |
| Liberty Professionals                                 | Totalt i klubblag | Totalt i klubblag | 3            | 1            | 0         | 0         | 0              | 0              | 3      | 1      |
| Antal matcher och mål är korrekt per den 29 juli 2018 |                   |                   |              |              |           |           |                |                |        |        |

Noteringar
1. ↑  Fullständig statistik inte tillgänglig för säsongerna 2012-2015.